# Superaglomerado Corona Borealis
O Superaglomerado Corona Borealis é um superaglomerado localizado na constelação Corona Borealis e o exemplo mais proeminente de seu tipo no Hemisfério Celeste do Norte. Densa e compacta em comparação com outros superaglomerados, sua massa foi calculada em algo entre 0,6 e 12 × 1016 massas solares (M⊙). Ele contém os aglomerados de galáxias Abell 2056, Abell 2061, Abell 2065 (o aglomerado de galáxias mais massivo dentro do superaglomerado), Abell 2067, Abell 2079, Abell 2089 e Abell 2092. Destes, Abell 2056, 2061, 2065, 2067 e 2089 são gravitacionalmente ligados e em processo de colapso para formar um único aglomerado massivo. Esta entidade tem uma massa estimada de cerca de 1 × 1016 M⊙. Se houver massa entre os grupos, então Abell 2092 também pode estar envolvido. Estima-se que tenha 100 megaparsecs (330 milhões de anos-luz ) de largura e 40 megaparsecs (130 milhões de anos-luz) de profundidade. Tem um desvio para o vermelho de 0,07, que equivale a uma distância de cerca de 265,5 megaparsecs (964 milhões de anos-luz). 

## História observacional
Os astrônomos C. Donald Shane e Carl A. Wirtanen foram os primeiros a notar uma concentração ou "nuvem" de "nebulosas extragalácticas" na região durante um levantamento em larga escala de estruturas extragalácticas no céu. George Abell foi o primeiro a notar a presença do que ele chamou de "aglomerados de segunda ordem", ou seja, aglomerados de aglomerados, na primeira publicação de seu catálogo Abell em 1958.
Marc Postman e seus colegas foram os primeiros a estudar detalhadamente o superaglomerado em 1988, calculando-o como tendo uma massa de 8.2 × 1015 massas solares e contendo os aglomerados Abell 2061, Abell 2065, Abell 2067, Abell 2079, Abell 2089 e Abell 2092. Abell 2124 encontra-se a 33 megaparsecs (110 milhões de anos-luz) do centro do superaglomerado e foi considerado parte do grupo por alguns autores.
Abell 2069 é mais distante, com uma associação apenas de linha de visão.